# The Commercial Album
The Commercial Album è un album discografico del gruppo musicale The Residents, pubblicato nel 1980 dalla Ralph Records negli Stati Uniti.

## Il disco
Costituito da 40 "vignette" della durata di un minuto ciascuna, The Commercial Album prende ispirazione dalla musica dei jingle pubblicitari e da quella commerciale.
I Residents ricorsero a diversi musicisti ospiti per la registrazione dell'album, inclusi Chris Cutler, Snakefinger (che canta in Ups and Downs), Fred Frith, e Lene Lovich (voce in Picnic Boy), e sotto lo pseudonimo di "Sandy Sandwich", Andy Partridge (voce e chitarra in Margaret Freeman).
I volti capovolti sulla copertina dell'album sono quelli di John Travolta e Barbra Streisand, con le caratteristiche maschere da globi oculari dei Residents al posto degli occhi. La prima stampa dell'LP indicava la lista delle tracce in ordine errato.

## Video
Per la raccolta furono anche preparati 40 brevi videoclip che avrebbero dovuto accompagnare le canzoni. Anche se non furono usati all'epoca della pubblicazione dell'album, i video furono trasmessi di frequente nei primi anni di vita dell'emittente MTV, poiché erano parte dei pochi video musicali esistenti all'epoca per la programmazione televisiva. Quattro dei video ispirati alle canzoni dell'album sono stati inseriti nella collezione permanente del Museum of Modern Art di New York. Più tardi i video sono stati pubblicati nel DVD The Commercial DVD.

## Accoglienza
| Recensione              | Giudizio |
| ----------------------- | -------- |
| Dizionario del pop-rock |          |
| AllMusic                |          |
| Pitchfork               |          |
| Piero Scaruffi          |          |

L'album ha ricevuto perlopiù giudizi positivi. In un dizionario del pop-rock edito da Zanichelli l'album ha ricevuto il massimo dei voti ed è considerato il migliore della discografia dei Residents. AllMusic dà all'album un voto pari a quattro stelle su cinque reputandolo "sorprendentemente soddisfacente" e apprezza soprattutto brani quali Japanese Watercolor, Picnic Boy e Troubled Man. Pitchfork attribuisce all'album un voto pari a sette su dieci e afferma che le migliori tracce dell'album sono Amber, The Talk of Creatures, The Coming of the Crow e The Simple Song. La stessa recensione dichiara che il "resto ricicla la formula" di queste tracce e consiglia di "non consumare l'intero album per evitare l'indigestione". Sebbene il sito The History of Rock Music dia all'album soltanto un voto pari a sei su dieci, lo considera "il più serio studio sulla commercial music mai tentato".

## Tracce

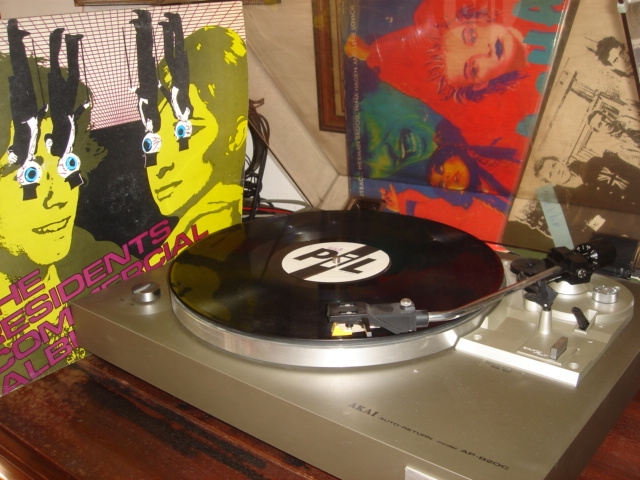
La copertina dell'album (a sinistra).

- Tutte le tracce sono opera dei The Residents, eccetto dove indicato.

1. Easter Woman – 1:03
2. Perfect Love – 1:03
3. Picnic Boy – 1:01
4. End of Home – 1:04
5. Amber – 1:02
6. Japanese Watercolor – 1:02
7. Secrets – 1:03
8. Die in Terror – 1:03
9. Red Rider – 1:02
10. My Second Wife – 1:02
11. Floyd – 1:03
12. Suburban Bathers – 1:04
13. Dimples and Toes – 1:03
14. The Nameless Souls – 1:04
15. Love Leaks Out – 1:04
16. Act of Being Polite – 1:03
17. Medicine Man – 1:04
18. Tragic Bells – 1:03
19. Loss of Innocence – 1:04
20. The Simple Song – 1:02
21. Ups and Downs – 1:04
22. Possessions – 1:03
23. Give It to Someone Else – 1:03
24. Phantom – 1:04
25. Less Not More – 1:03
26. My Work Is So Behind – 1:04
27. Birds in the Trees – 1:04
28. Handful of Desire – 1:04
29. Moisture – 1:04
30. Love Is... – 1:03
31. Troubled Man – 1:04
32. La La – 1:04
33. Loneliness – 1:04
34. Nice Old Man – 1:04
35. The Talk of Creatures – 1:04
36. Fingertips – 1:04
37. In Between Dreams – 1:03
38. Margaret Freeman – 1:03
39. The Coming of the Crow – 1:04
40. When We Were Young – 1:02

### Tracce bonus contenute nella ristampa CD del 1988
1. Shut Up Shut Up – 1:04
2. And I Was Alone – 1:04
3. Theme For An American Tv Show – 1:27
4. We're A Happy Family – 1:11 (Ramones)
5. The Sleeper – 2:58
6. Boy In Love – 2:56
7. Diskomo – 4:34
8. Jailhouse Rock – 3:08 (Jerry Leiber, Mike Stoller)
9. This Is A Man's Man's Man's World – 3:44 (James Brown, Betty Jean Newsome)
10. Hit the Road Jack – 4:03 (Percy Mayfield)

## Formazione
- The Residents – voce, tutti gli strumenti, arrangiamenti, composizione, produzione

### Ospiti speciali
- David Byrne - voce secondaria in Suburban Bathers
- Chris Cutler – batteria in Love Leaks Out, Moisture e The Coming of the Crow
- Brian Eno - sintetizzatore in The Coming of the Crow
- Fred Frith – chitarra
- Don Jackovich – batteria in Love Leaks Out
- Nessie Lessons - voce in Amber
- Phil "Snakefinger" Lithman – "apparizione speciale" in Moisture, voce in Ups and Downs
- Lene Lovich - voce in Picnic Boy (accreditata come "Mud's Sis")
- Andy Partridge - voce, chitarra in Margaret Freeman (accreditato come "Sandy Sandwich")
- Don Preston – sintetizzatore